# Oberst Redl
Oberst Redl o Redl ezredes (lit. ‘Coronel Redl’) és una pel·lícula de 1985 del cineasta hongarès István Szabó. Està basada en la vida del coronel Alfred Redl, un popular militar, membre del servei d'intel·ligència i espia austríac.
La pel·lícula va ser estrenada el 20 de febrer de 1985 a Hongria i va ser nominada al BAFTA, l'Oscar i al Globus d'Or a la millor pel·lícula de parla no anglesa, respectivament. Al Festival de Cannes, va guanyar el Premi del Jurat.

## Argument
Alfred Redl és un ambiciós soldat de l'exèrcit austrohongarès amb un impecable expedient militar al seu darrere. La seva precoç carrera comença ben aviat quan, pel seu talent i mèrits, és admès a l'elitista escola militar per cortesia de l'emperador Francesc Josep I d'Àustria.
Rodejat dels estudiants pertanyents a les famílies més nobles i selectes de l'imperi, Redl assimila els valors del règim millor que ningú i, per l'honor dels Habsburgs, fins i tot es mostra disposat a trair al seu millor amic, Kubinyi Katalin, de qui està secretament enamorat.
La seva lleialtat a la corona el fa ascendir fins a cap dels serveis d'intel·ligència, un càrrec de gran responsabilitat amb el qual Redl pretén combatre les intrigues internes del règim, amenaçat per disputes de poder entre nacionalismes. Però el preu a pagar en benefici de la seva ascendent carrera és la pèrdua de l'amistat amb Kubinyi, el qual simpatitza amb els corrents nacionalistes partidaris de fer caure l'emperador.
Redl ha aconseguit desprendre's dels rumors entorn de la seva ambigua sexualitat mitjançant un pragmàtic casament amb Katalin, la germana de Kubinyi. Però quan descobreix el cop d'estat que l'arxiduc Francesc Ferran d'Àustria està gestant contra l'emperador, no logra desfer-se dels enemics que s'ha anat guanyant a mesura que escalava posicions.
Les tenses relacions de poder dins del dèbil imperi impedeixen que aristòcrates austríacs, hongaresos, txecs, serbis o croats puguin ser culpats de la conspiració contra el monarca. Però l'Imperi necessita un cap de turc a qui poder acusar i la nacionalitat ucraïnesa de Redl, juntament amb la seva oculta homosexualitat que ha sigut posada al descobert mitjançant un parany, el converteixen en el candidat ideal.
Kubinyi, que ara ha esdevingut un intocable de l'arxiduc d'Àustria, és l'encarregat d'arrestar el seu examic, el qual no tarda a suïcidar-se a la seva cel·la mitjançant un tret al cap.
La seva mort precedeix només uns instants la del seu butxí, l'arxiduc Francesc Ferran d'Àustria, que és assassinat a Sarajevo desencadenant la primera guerra mundial. La pel·lícula finalitza amb els soldats austrohongaresos marxant al front mentre sona la marxa Radetzky.

## Repartiment
| Actor / actriu original | Personatge fictici      |
| ----------------------- | ----------------------- |
| Klaus Maria Brandauer   | Coronel Alfred Redl     |
| Hans Christian Blech    | Coronel Roden           |
| Armin Mueller-Stahl     | Trónörökös              |
| Gudrun Landgrebe        | Kubinyi Katalin         |
| Jan Niklas              | Kubinyi Kristóf         |
| László Mensáros         | Coronel Ruzitska        |
| András Bálint           | Dr. Gustav Sonnenschein |
| László Gálffi           | Alfredo Velocchio       |
| Dorottya Udvaros        | Clarissa                |
| Károly Eperjes          | Jaromil Schorm hadnagy  |
| Róbert Rátonyi          | Baró Ullmann            |

## Premis i nominacions
| Any  | Festival                                        | Premi                                            | Resultat  |
| ---- | ----------------------------------------------- | ------------------------------------------------ | --------- |
| 1985 | Festival Internacional de Cinema de Canes       | Premi del Jurat                                  | Guanyador |
| 1985 | Festival Internacional de Cinema de Canes       | Palma d'Or                                       | Nominat   |
| 1985 | Deutscher Filmpreis (Premis del cinema alemany) | Millor pel·lícula                                | Guanyador |
| 1986 | Premi BAFTA                                     | BAFTA a la millor pel·lícula de parla no anglesa | Guanyador |
| 1986 | Premi Globus d'Or                               | Millor pel·lícula estrangera                     | Nominat   |
| 1986 | Oscars.                                         | Millor pel·lícula de parla no anglesa            | Nominat   |